# Bertrand Ney
Bertrand Ney (Rodemack, 1957) is een Luxemburgs beeldhouwer en kunstschilder. Hij werd geboren in Frankrijk en werd in 1986 genaturaliseerd tot Luxemburger.

## Leven en werk
Ney werd opgeleid aan de Ecole Nationale des Beaux-Arts in Nancy en studeerde beeldhouwkunst aan de École nationale supérieure des beaux-arts in Parijs.
Ney beeldhouwt monumentale beelden in graniet, maar maakt ook kleinplastiek en gouaches. In 1993 vertegenwoordigde hij met de schilder beeldhouwer Jean-Marie Biwer Luxemburg op de Biënnale van Venetië. Ney is lid van de Cercle Artistique de Luxembourg (CAL). In 1994 won hij de op de Salon du CAL de Prix Pierre Werner. Hij neemt geregeld deel aan beeldhouwsymposia, onder andere in Bilsdorf (1995), Konz (1999) en -onder zijn leiding- in Lultzhausen (1999). In 2001 won hij de eerste prijs op het internationaal beeldhouwsymposium in Icheon, Zuid-Korea. In 2019 werd hem de Prix de la sculpture Schlassgoart toegekend voor zijn lange carrière als nationaal en internationaal beeldhouwer en zijn visie om staal in zijn werk te integreren.

## Enkele werken
- 1995 Coquille in het Arboretum Kirchberg.
- 1999 Au bord de l'eau, beeldenpark Steine am Fluss, Oberbillig.
- 1999 Jakobsleiter, beeldenroute, Lultzhausen.[6]
- 2002 Fontaine bij het Busan Asiad Mainstadion in Busan, Zuid-Korea.
- 2003 Le souffle voor de Centrale Bank van Luxemburg in Luxemburg-Stad.

## Galerij

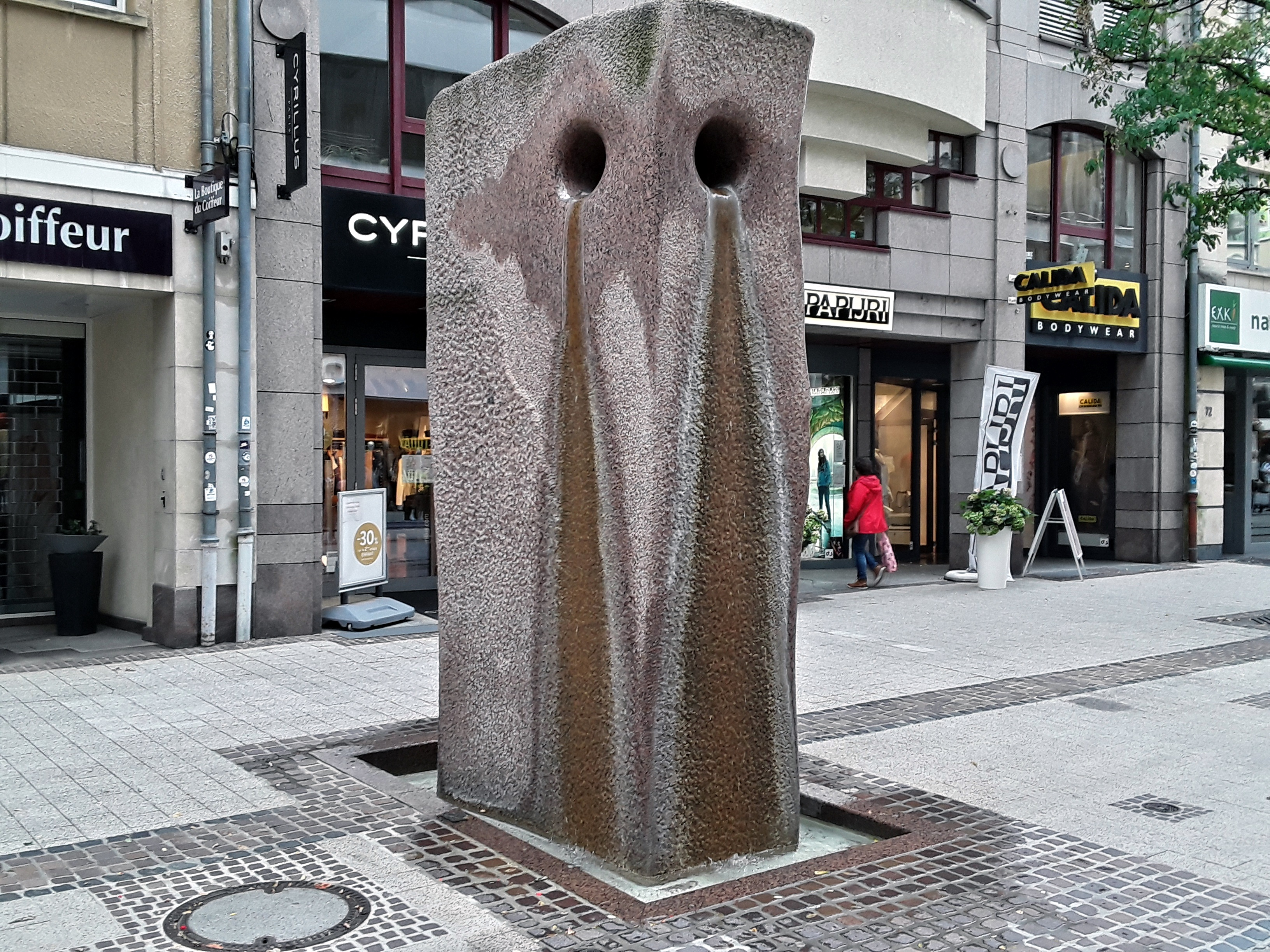
Rêve de pierre
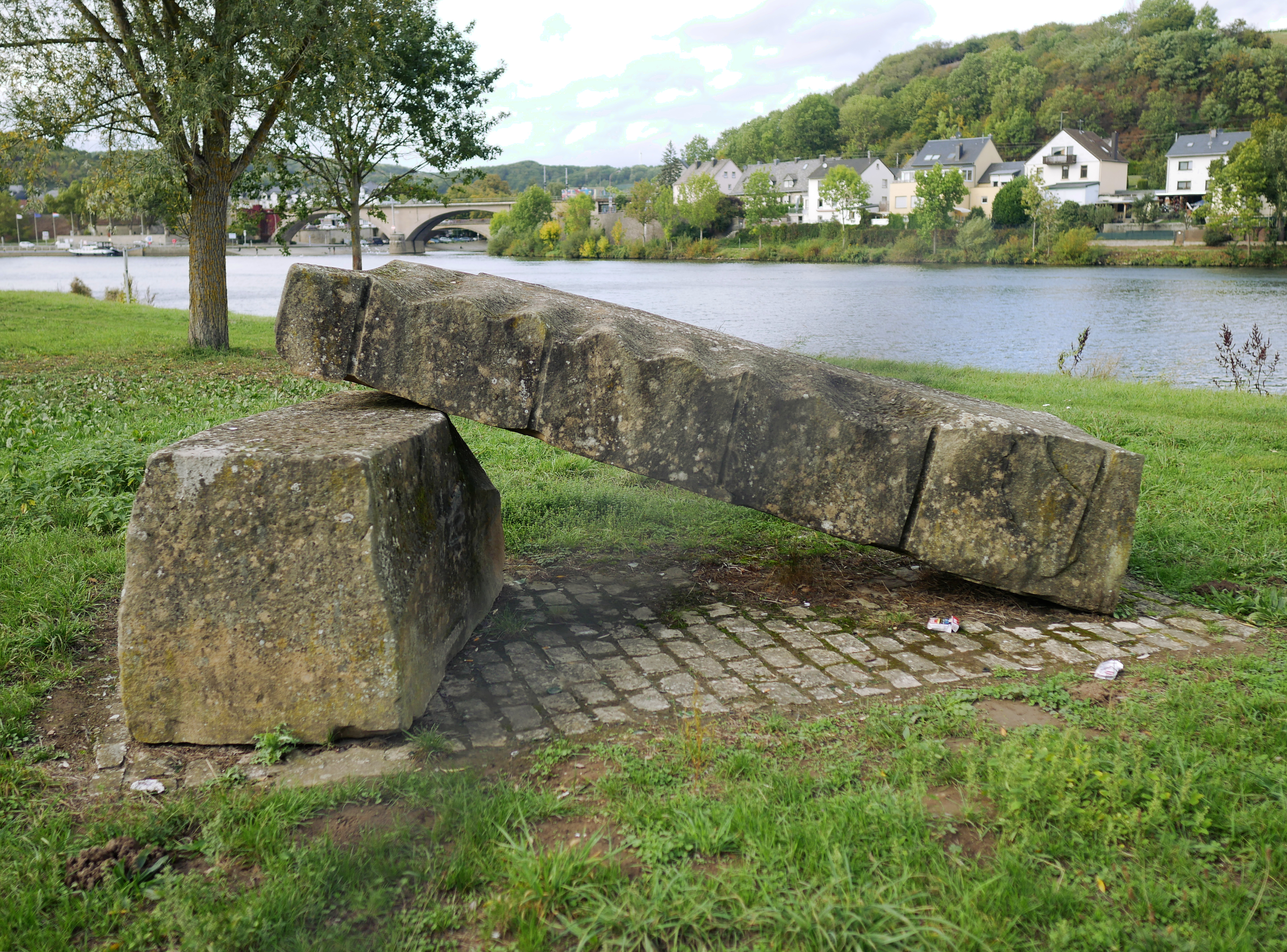
Au bord de l'eau (1999), Oberbillig
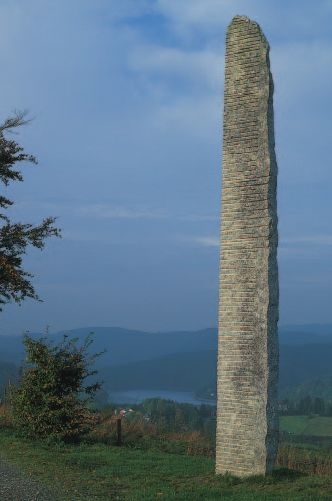
Jakobsleiter (1999), Lultzhausen

- Bibliothèque nationale de France: cb149186331 (data)
- Gemeinsame Normdatei: 1012845109
- International Standard Name Identifier: 0000 0001 2079 5582
- KulturNav: 7011cee0-280f-4f73-b072-44505f3b006c
- Musée national d'archéologie, d'histoire et d'art: lkl001099
- RKD-Nederlands Instituut voor Kunstgeschiedenis: 316702
- Virtual International Authority File: 171855977
- WorldCat: E39PBJpYC3GqRbQwKjCyrh6BT3